# AFAS Stadion
AFAS Stadion, tidigare DSB Stadion, är en fotbollsarena i Alkmaar, Nederländerna. AFAS Stadion är hemmaarena för AZ Alkmaar och har en kapacitet på 17 023 åskådare. Arenan invigdes den 4 augusti 2006 med en vänskapsmatch mot Arsenal. AZ förlorade matchen med 3-0 och Gilberto Silva gjorde första målet på arenan. Den första Eredivisiematchen vann hemmalaget med 8-1 mot NAC Breda.
Huvudläktaren kallas Victorie Tribune, klacken återfinns på Van der Ben Tribune bakom ena målet, läktaren bakom det andra målet kallas Westzijde och läktaren mittemot huvudläktaren kallas Molenaar Tribune efter bröderna Cees och Klaas Molenaar, grundare av AZ.